# Копылы (Полтавский район)
Копылы (укр. Копили) — село,
Терешковский сельский совет,
Полтавский район,
Полтавская область,
Украина.
Код КОАТУУ — 5324085908. Население по переписи 2001 года составляло 2525 человек.

## Географическое положение
Село Копылы находится на левом берегу реки Ворскла,
выше по течению и на противоположном берегу — город Полтава,
ниже по течению примыкает село Терешки.
Река в этом месте извилистая, образует лиманы, старицы и заболоченные озёра.
К селу примыкает лесной массив (сосна).
Через село проходят автомобильная дорога М-03 (Р-11) и
железная дорога, станция Копылы и 3-й км.

## Экономика
- ГП «Полтавское лесное хозяйство».
- Ресторанно-гостиничный комплекс «Зеленая Дубрава».
- Гостиница «Колос».
- Гостиница «Лесной».
- ООО «Конто».

## Достопримечательности
- Памятный знак жертвам репрессий 30-х годов XX века.
- Памятный знак погибшим воинам-землякам, подпольщикам, жертвам голодомора.